# Östergötlands runinskrifter 83
Runinskrift Ög 83 är en runsten som nu står vid Högby kyrka, Högby socken och Mjölby kommun, Göstrings härad i Östergötland.

## Stenen
Stenens ursprungliga plats är okänd. Den hittades inmurad i södra väggen i samband med rivningen av Högby gamla kyrka 1870. Materialet är grå granit, höjden 150 cm, bredden 80 cm och tjockleken är 20 cm. Ristningen visar upp ett ovanligt ornerat kristet ringkors och en runorm följer den kantiga stenens ytterkontur. Strax intill står den välkända Högbystenen.

## Inskriften
Runsvenska: þura * sati * stin * þasi * aftiR * suin * sun * sin * Rs * uRstr * o * ualu :
Normaliserad: Þora satti stæin þannsi æftiR Svæin, sun sinn, es vestr a ualu.
Nusvenska: Tora satte denna sten efter Sven, sin son. Han var västerut på Valö.